# Hypena koreana
Hypena koreana là một loài bướm đêm trong họ Erebidae.